# 羅平県
羅平県（らへい-けん）は、中華人民共和国雲南省曲靖市に位置する県。

## 歴史
元代に州制が思考された際に、部族長の氏名により羅雄州が設置された。明代に羅平州と改称される。1913年に県に改変され現在に至る。

## 行政区画
下部に3街道、4鎮、3郷、3民族郷を管轄する。
- 街道
  - 臘山街道、羅雄街道、九竜街道
- 鎮
  - 阿崗鎮、板橋鎮、富楽鎮、馬街鎮
- 郷
  - 大水井郷、鍾山郷、老廠郷
- 民族郷
  - 魯布革プイ族ミャオ族郷、旧屋基イ族郷、長底プイ族乡

## 交通

### 鉄道
- 中国鉄路総公司
  - 南昆線

（昆明方面）- 羊者窩駅 - 羅平駅 - 芦溝駅 - 江所田駅 - 小得江駅 -（南寧方面）

### 道路

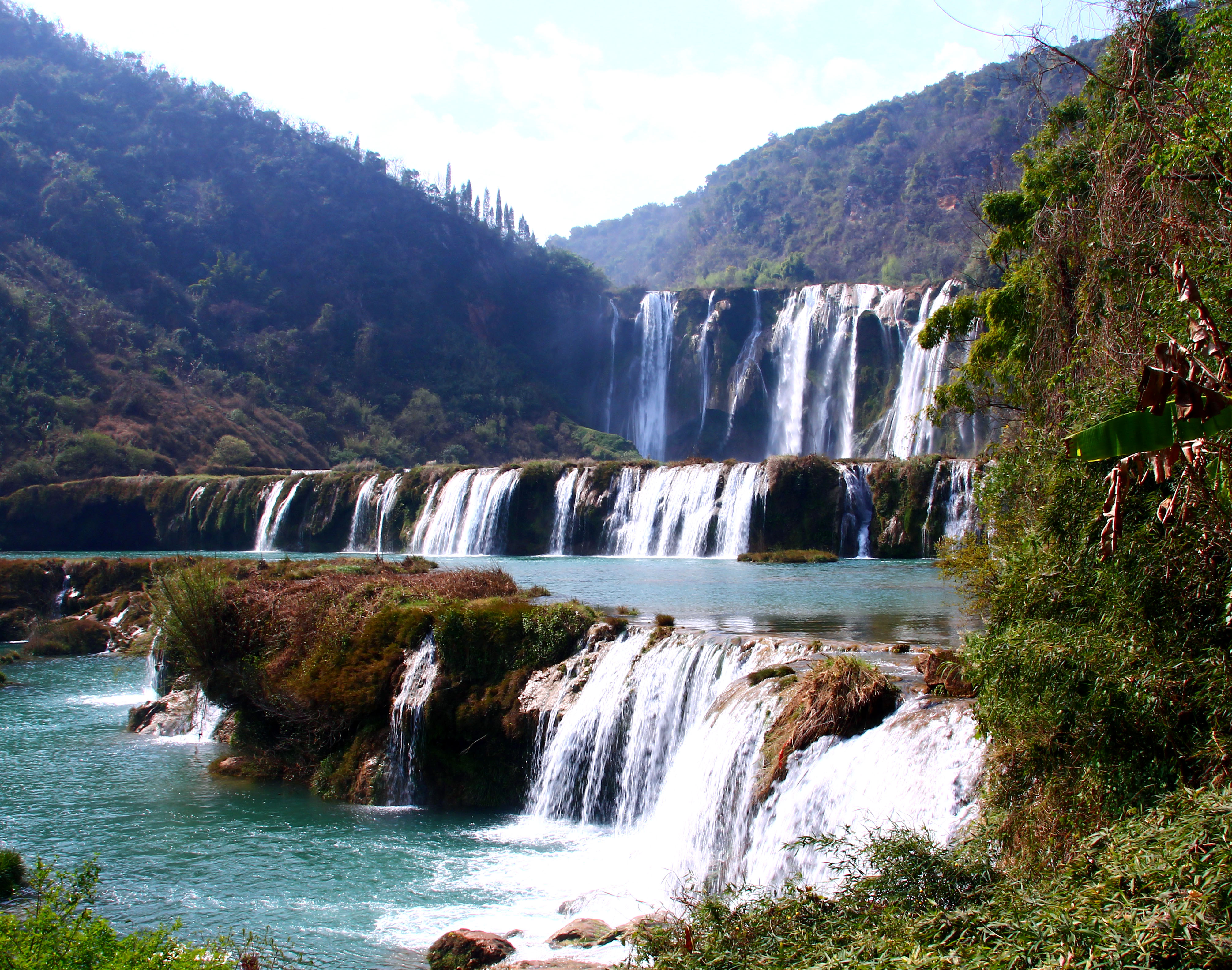
九竜瀑布

- 高速道路
  - 汕昆高速道路
- 国道
  - G324国道